# Ageu Sabiá
Ageu Elivan Lopes de Azevedo (Monte Alegre, 10 de setembro de 1967), mais conhecido como Ageu ou Ageu Sabiá, é um ex-futebolista brasileiro que atuava como atacante. Foi um artilheiro reconhecido no futebol paraense, detendo o recorde de gols por equipes do Estado no Campeonato Brasileiro de Futebol considerando-se todas as divisões do mesmo: foram 37, pelos três principais clubes locais, marcando na ordem por Paysandu, Tuna Luso e Remo). Ageu destacou-se especialmente nos dois últimos, participando dos dois últimos títulos expressivos tunantes (o estadual de 1988, último do clube, e a terceira divisão brasileira de 1992); e de série de conquistas estaduais e vitórias remistas na década de 1990 sobre o arquirrival Paysandu, sendo inclusive o artilheiro (com sete gols) da invencibilidade azulina de 33 jogos no Re-Pa.
Primeiro parceiro de ataque do ídolo santista Giovanni, chegou a brigar pela artilharia do Brasileirão de 1993   e também se notabilizou por destacar-se mesmo com físico pouco compatível ao futebol profissional, dotado de abdômen saliente. Em contraste, suas pernas eram finas, rendendo-lhe o apelido de "Sabiá" a partir de sua chegada ao Remo. Considerando um antecessor de Walter nesse sentido, Ageu respondia desconfianças generalizadas fora do Pará com gols, jogadas velozes e afirmações como "o cavalo é barrigudo e também corre", embora admita que sua forma foi um entrave para contratações para equipes de mais prestígio das regiões Sudeste ou Sul.
Em 2013, admitiu também que costumava jogar com dez quilogramas acima do peso ideal, mas negando que fosse um problema: "eu deixava os treinamentos e atravessava a rua para comer hambúrguer. Se não tinha, o jeito era comer pão com manteiga e refrigerante. Aquela cervejinha também não podia faltar. Os preparadores físicos sabiam disso, mas não me questionavam, pois tinham consciência que dentro de campo eu me garantia. Eles não me botavam para correr seis quilômetros igual os outros. Eu fazia treinos específicos. No campo, corria 100 metros em dez segundos. Poucos jogadores conseguiam isso. (...) Eu desembarcava do ônibus para treinar e as pessoas pensavam que eu era o roupeiro do time. Eu deixava pensarem e respondia dentro de campo. Todo mundo ficava boquiaberto quando marcava os gols".
Ageu também é um dos maiores artilheiros do clássico Re-Pa desde a década de 1990, acumulando oito gols, um pelo Paysandu os sete pelo Remo, clube pelo qual totalizou 52 gols registrados. Seria o 18º maior artilheiro do "Leão", e o maior desde a década de 1990. Acerca do clássico, declarou que "respeito o Paysandu, tenho carinho pela Tuna, mas sou torcedor do Remo. Meu diferencial era fazer gol em Re-Pa. Podia passar muitos jogos sem fazer gol, mas bastava fazer um no Re-Pa que a gente era rei".

## Carreira

### Início
Antes de defender as três principais equipes de Belém, Ageu defendeu as duas principais de Santarém. Seu primeiro clube foi o São Raimundo, em 1985. No ano seguinte, passou ao rival São Francisco, onde começou a se destacar: no "Leão Azul" santareno, foi bicampeão municipal seguido, em 1986 e 1987. Naquela época, tais equipes ainda não disputavam o campeonato estadual. Ainda assim, a fama de Ageu chegou à capital, sendo contratado em 1988 pela Tuna Luso.
Já naquela época, causou desconfianças em função do físico, relembrando com humor em 2013 as primeiras impressões que gerou: "no início, foi muito difícil. A desconfiança era muito grande. Ninguém acreditava no meu potencial. Mas bastaram os primeiros treinamentos para que eu provasse o contrário. Quando viram que, mesmo tendo uma barriga saliente, eu conseguia fazer as jogadas de velocidade e finalizar com precisão, as pessoas começaram a me respeitar. Costumo dizer que jogador habilidoso, velocista, inteligente e, claro, gordinho, só existe um: Ageu Sabiá".
Ageu participou do título tunante no estadual daquele ano, ainda como reserva. Sua estreia deu-se na sétima rodada, substituindo Tiago no decorrer do clássico com o Remo, encerrado em 0-0, no Mangueirão. Esteve em outras sete das 24 partidas da campanha, sendo titular somente em uma, contra o Pinheirense já pelo quadrangular final. Contra este adversário, fez seu único gol, em empate em 1-1 encerrado de modo polêmico: o árbitro encerrou a partida ainda no minuto 42 do segundo tempo, para o protestos dos cruzmaltinos, que perseguiam a vitória. Inicialmente, o juiz assentiu e ordenou o retorno do adversário, que já havia se retirado. Mas, após espera-lo por quinze minutos, decidiu dar a partida por encerrada mantendo o placar empatado. O jogo foi válido pela rodada final do primeiro turno e após ele o treinador tunante Miguel Cecim pediu demissão.
Como reserva, Ageu foi usado outras três vezes contra o Remo (2-2 no segundo turno, 0-0 no terceiro turno e derrota de 1-0 no quadrangular decisivo), participando também de dois clássicos com o Paysandu (1-0 no segundo turno e 0-0 no terceiro turno). A "Lusa", já sob o treinador Fernando Oliveira, terminou campeã tendo como atacantes fixos o artilheiro Luís Carlos e Cabinho, com Tiago e Gil Mineiro revezando-se no trio ofensivo titular. Foi o décimo título estadual do clube e o último desde então, embora só viesse a ser oficializado já no ano de 1992, após longa batalha contra o Paysandu nas justiças comum e desportiva.
Após a Tuna não ter participado do Campeonato Brasileiro de Futebol de 1988, foi incluída na segunda divisão de 1989. Ageu jogou somente duas das dez partidas, uma delas no clássico com o Remo (derrota de 1-0), sem marcar. O clube ficou na última colocação do Grupo C. Também em 1989, Ageu foi vice-artilheiro do estadual, sem evitar que o título ficasse com o Remo. O Remo seria novamente campeão em 1990, embora Ageu se destacasse enfrentando-o: em derrota de 3-2 no primeiro turno, marcou os dois gols tunantes. No terceiro turno, marcou o único gol da partida, em resultado que contribuiu para que o campeão do turno fosse o Paysandu. Foi uma das duas únicas derrotas remistas em 21 partidas.
Em 1990, Ageu também foi um dos convocados ao último jogo da seleção paraense, que recebeu no Mangueirão a Bulgária, cuja seleção já estava repleta de futuras peças marcantes da Copa do Mundo FIFA de 1994, a exemplo de Hristo Stoichkov e Emil Kostadinov. O "Sabiá" protagonizou o principal lance do primeiro tempo, ao dominar entre os zagueiros adversários um lançamento, driblar um marcador e aparecer frente a frente ao goleiro Iliya Valov. Contudo, preferiu dribla-lo também e acabou perdendo a bola. Em 2020, o atacante assim relembrou aquele momento: 
| “ | "Foi um jogo muito esperado por se tratar de uma seleção da Europa. Tínhamos um time muito bom e lembro que eu arranquei e driblei uns cinco jogadores deles, cheguei na frente do gol, voltei e driblei mais uns três e não fiz o gol, coloquei eles na roda de carimbó. Muitos me perguntam os motivos de não ter chutado, mas respondi e respondo até hoje que o drible é mais bonito que o gol. Eu fui convocado para jogar pela Seleção Paraense quando atuava pela Tuna. O ex-presidente do Paysandu, Miguel Pinho, reclamou em uma rádio do gol que eu deixei de fazer contra a Bulgária e disse com essas palavras: ‘Se esse jogador fosse do meu clube, eu iria demitir ele depois do jogo. Ele preferiu driblar que ganhar a partida’. Depois de alguns meses, Seu Miguel foi e me contratou para jogar no Papão. São lembranças marcantes, de uma época em que o futebol era gostoso, defendíamos as cores dos clubes por amor. Fiz história na Tuna, no Paysandu e no Remo e isso ninguém apaga. Eles chegaram a cidade como astros, muitos torcedores comentavam. No campo eles batiam demais, mas equilibramos a partida jogando futebol. Eles imaginavam que iriam nos golear, mas no final quase vencemos, pois criamos boas chances. O que a Seleção da Bulgária mais queria era o fim do jogo, mesmo eles sendo uma equipe jovem, cansaram com o calor de Belém. | ” |

A Tuna não participou de nenhum campeonato brasileiro em 1990. Assim, Ageu foi emprestado ao Paysandu na disputa da terceira divisão daquele ano. Marcou um gol pelo time treinado por Givanildo Oliveira, justamente o da classificação aos mata-matas, no único da partida contra o Maranhão. O torneio ocorreu no segundo semestre. Os vencedores das quartas-de-final garantiriam o acesso e nessa fase os alviazuis foram derrotados pelo placar agregado de 4-2 pelo América Mineiro. Posteriormente, porém, uma mudança de regulamento da Confederação Brasileira de Futebol permitiu o acesso do "Papão".[carece de fontes?]
Ainda pelo Paysandu, Ageu disputou no fim do ano seu primeiros Re-Pa, em derrota de 1-0 em amistoso válido pela Taça Cândido Neiva, na Curuzu, em 10 de dezembro. De volta à Tuna, Ageu participou da segunda divisão brasileira de 1991. A "Águia" não passou da primeira fase, com cinco vitórias, quatro empates e quatro derrotas. Ainda sem ser titular absoluto na equipe treinada por Dutra, Ageu marcou um gol, justamente no clássico com o Paysandu; por ironia, a ex-equipe terminaria campeã da competição.

### Destacando-se na Tuna Luso
O estadual de 1991 ocorreu no segundo semestre daquele ano. Ageu foi titular na campanha finalista do clube. A decisão foi contra o Remo e as duas partidas encerraram-se em 0-0, havendo prorrogação na segunda, realizada já em 1 de dezembro. Aos 8 minutos do tempo extra, um pênalti foi assinalado contra os tunantes, cujos dirigentes, em protesto, ordenaram a retirada de campo dos jogadores. A justiça desportiva então considerou o Remo vencedor por 1-0, e campeão.
Logo, porém, os cruzmaltinos seriam campeões, a despeito de trajetória financeiramente deficitária e em viagens rodoviárias que chegavam a durar de dezenas de horas a dias inteiros. Em março de 1992, começou a terceira divisão brasileira daquele ano. Ageu foi o artilheiro do elenco vencedor, marcando seis vezes em quatorze partidas, todas como titular. Contribuiu ainda com pênalti sofrido, no 3-2 sobre Izabelense, contra quem marcou outro dos gols, além de iniciar o contra-ataque que resultou no gol da vitória sobre o goleiro Edson Cimento; um gol contra forçado, em lance que abriu o placar nos 3-0 sobre o Sampaio Corrêa, contra quem também converteu outro gol; e uma assistência, em derrota de 2-1 para o Flamengo-PI, todos jogos da primeira fase.
Inicialmente sem produzir gols no triangular-semifinal, destacou-se exatamente no último jogo dessa fase, ao marcar os dois gols tunantes em empate em 2-2 obtido fora de casa contra o Nacional do Amazonas, no Vivaldão - único oponente para o qual a Tuna permitiu-se viajar de avião. Na decisão, os paraenses utilizaram tática defensiva na visita ao Fluminense de Feira de Santana, com apenas Ageu no ataque; ele acertou duas bolas na trave, sem evitar derrota de 2-0. O jogo de volta ocorreu no estádio do Remo em 7 de junho. Uma vitória por dois gols de diferença bastava à Tuna, pela melhor campanha até então. O "Sabiá" abriu o placar aos 15 minutos, em jogada de escanteio na qual um cabeceio seu inicialmente acertou a trave. A bola sobrou para o colega Juninho, que devolveu-a a Ageu, sem marcação. O atacante, a atuar melhor no primeiro tempo do que no segundo, em que ficaria preso na marcação adversária, então completou a jogada.
A comemoração não se restringiu aos cruzmaltinos, apoiados também pelas torcidas de Remo e Paysandu, especialmente diante do desfecho dramático: o adversário empatou o jogo aos 42 minutos do segundo tempo. Àquela altura, ambos os times tinham jogadores expulso (o tunante Dema e o tricolor Zelito, ainda a doze minutos de jogo, por troca de agressões; o depois foi a vez do tricolor Ieiê) e a Tuna tinha perdido seu melhor jogador por contusão, Guilherme. O banco de reservas oponente chegou a iniciar comemorações de título enquanto algumas pessoas começavam a deixar as arquibancadas, incrédulas diante da reviravolta necessária. Porém, a Tuna conseguiu marcar os dois gols que precisava no espaço de quatro minutos: aos 45, com Manelão completando cruzamento de Mário Vigia; e aos 49 minutos do segundo tempo - com Ageu contribuindo ao atrair sobre si a marcação baiana, facilitando ao colega Juninho acertar um cabeceio em escanteio cobrado por Júnior.
Aquele segundo tempo teve nove minutos de acréscimos dados pelo juiz diante das constantes paralisações provocadas pelos visitantes - fazendo-se necessária a retirada de alguns torcedores que invadiram o campo na euforia pelo gol do título para que a partida fosse jogada por mais cinco minutos. A Tuna tornou-se na ocasião o primeiro time do Pará a ter dois títulos brasileiros, uma vez que já havia vencido a segunda divisão de 1985. Foi um dia especialmente festivo pois, na mesma data, a equipe cruzmaltina sub-20 encaminhou o título estadual da categoria, vencendo por 3-1 o Paysandu, na penúltima rodada do segundo turno.
Cerca de um mês depois, em 7 de julho, a Tuna vivenciou outro dia histórico: estreou na Copa do Brasil  e estreou também o juvenil Giovanni no time adulto. Na ocasião, o próprio Giovanni, presente no título estadual sub-20, marcou os dois gols da vitória por 2-1 sobre o CSA, embora a equipe alagoana depois tenha vencido por 4-0 e eliminado os paraenses. O 2-1 foi a primeira vez que Giovanni e Ageu atuaram juntos. A dupla teve grande desempenho no estadual de 1992: Ageu marcou 18 gols e Giovanni, 17, embora ambos tenham sido incapazes de impedir que a final ficasse entre Remo e o campeão Paysandu, em competição realizada no segundo semestre.
Remo e Paysandu voltaram a decidir o estadual em 1993, realizado no primeiro semestre. Ageu, porém, destacou-se como artilheiro da competição, com 8 gols. Ainda bastante afetada pelo lado bastante deficitário do título nacional de 1992, a Tuna, por sua vez, considerava extinguir o departamento de futebol.

### Idolatria no Remo
Para o segundo semestre de 1993, Ageu, Giovanni e os também tunantes Juninho e Guilherme foram emprestados ao Remo para a disputa da primeira divisão brasileira daquele ano, que voltaria a contar com o "Leão". Ageu foi requisitado por Givanildo Oliveira, então treinador azulino, que já o havia comandado no Paysandu em 1990.
Ageu destacou-se desde logo no novo clube, com dez dos 35 gols marcados na melhor campanha do clube e de qualquer time da Região Norte do Brasil na elite brasileira. O Remo classificou-se ao quadrangular-semifinal, tirando a vaga justamente do rival Paysandu na rodada final da fase de grupos. Ageu, àquela altura, já reunia oito gols, um deles no primeiro dos dois Re-Pas daquele Brasileirão, abrindo o placar de vitória por 2-1. Mas o gol que mais celebrou teria sido outro, afirmando em 2013 que "guardo na memória um gol que marquei pelo Leão, diante da Desportiva, do Espírito Santo, quando driblei todo mundo e o meu gol foi eleito o mais bonito no programa '"Fantástico"".
Ao fim da fase de grupos, Ageu estava na vice-artilharia da competição, abaixo do jovem Ronaldo "Fenômeno". O clube terminaria na oitava colocação geral. Porém, embora com o tempo tal estatística passasse a prevalecer como orgulho, na época a boa campanha terminou sob vaias após derrota de 8-2 para o Guarani na penúltima rodada do quadrangular. Ageu, irritado, abandonou a delegação e foi dispensado pelos dirigentes azulinos.
Apesar do título nacional ainda recente, a Tuna Luso não vivia bom momento financeiro, com seu departamento de futebol ficando perto de ser fechado na época. Assim, os dirigentes cruzmaltinos repassaram o empréstimo de Ageu e Giovanni (que, por sua vez, não fora aprovado pela torcida remista) ao Paysandu em torneios de pré-temporada em 1994. Ageu voltou a jogar o Re-Pa como jogador alviazul, chegando a marcar um gol em derrota por 4-3 pelo "Torneio Pará-Ceará" em 30 de janeiro. Já Giovanni também não foi bem avaliado no novo clube e dali foi emprestado ao interior paulista para jogar pela Sãocarlense, onde chamou a atenção do Santos.
Ageu chegou a ser sondado pela Portuguesa, requisitado pelo treinador Candinho. Porém, este foi demitido antes da chegada do paraense e o negócio foi abortado pelos rubroverdes, receosos com a má fama do físico do atacante. Ele retornou à Tuna para a disputa do estadual de 1994, realizado no primeiro semestre. Embora tenha participado de vitória por 1-0 no clássico com o Remo, o oponente terminou campeão. Ainda em 1994, Ageu foi contratado pelo Noroeste de Bauru, voltando à Tuna a tempo de defendê-la no segunda divisão brasileira, marcando quatro gols. A equipe avançou à segunda fase, onde só venceu a primeira das seis partidas. O "Sabiá" foi o vice-artilheiro do elenco cruzmaltino, abaixo dos cinco de Jobson.
Em 1995, Ageu rumou no primeiro semestre à mesma Sãocarlense, na qual o ex-colega Giovanni, já fazendo sucesso pelo Santos, jogava quando atraiu o interesse dos alvinegros. No segundo, voltou a defender a Tuna na segunda divisão brasileira daquele ano. O clube, dessa vez, não foi tão bem, só vencendo quatro em treze partidas. Mas Ageu foi o artilheiro do plantel tunante, com cinco gols. Quatro deles vieram em clássicos com o Remo: os dois de vitória por 2-0, outro em nova vitória de 2-0 e outro em derrota de 3-2. Terminou contratado pelo adversário.
Ageu voltou ao Remo em 1996, atuando como centroavante no trio ofensivo com Edil Highlander, outro reforço, e Rogério Belém, que foi, ao lado de Ageu, o artilheiro do elenco azulino: cada um marcou treze vezes na campanha do tetracampeonato azulino no estadual daquele ano, em trajetória marcada pela tragédia com o colega Andrey, morto acidentalmente em disparo de arma de fogo que pertencia ao colega Cléberton. Ageu sobressaiu-se especialmente no Re-Pa, marcando três gols em vitória de 4-0, com Rogério completando o marcador. O clássico repetiu-se como compromisso final e Ageu novamente marcou, abrindo o placar em triunfo de 2-1.
Na segunda divisão brasileira, Ageu marcou seis vezes, em boa campanha remista, encerrada nas quartas-de-final nos pênaltis contra o Londrina. Dois dos gols do "Sabiá" vieram no Re-Pa, vencido por 3-2. Pelo estadual de 1997, o Remo começou arrasador: estreou com em vitória de 10-0 sobre o Pinheirense, com Ageu marcando quatro vezes vezes. Ao todo, foram nove gols na campanha do pentacampeonato, ficando na vice-artilharia do elenco.
O pentacampeonato, inédito no profissionalismo paraense, ficou marcado também pelo 33º jogo seguido de invencibilidade azulina no clássico Re-Pa, um recorde na rivalidade, em vitória saborosa especialmente por outras circunstâncias: três dias antes, o "Leão" havia perdido dentro de Belém para os acrianos do Rio Branco a final da Copa Norte. O vexame, que também fez a equipe paraense perder para a adversária a vaga na Copa Conmebol de 1997, rendera a demissão do treinador remista, sucedido de forma interina e improvisada pelos jogadores Agnaldo e Belterra.
A dupla terminou premiada ao, buscando evitar a derrota, promover a entrada de três atacantes - Marcelo Papi, Zé Raimundo e Luís Carlos Apeú, que juntaram-se a Edil e Ageu em um quinteto ofensivo. O próprio jogador-treinador Agnaldo empatou, em cabeceio após cobrança de falta, e Zé Raimundo virou, com Edil marcando o terceiro aos 46 minutos do segundo tempo. O Campeonato Paraense de Futebol de 1998 terminou ganho pelo rival, embora Ageu tenha marcado em um dos Re-Pas decisivos, empatado em 1-1 no triangular final. Na segunda divisão brasileira, marcou mais quatro vezes. Acumulou assim 37 gols, ultrapassando os 33 dos também ídolos remistas Alcino e Mesquita, ambos com 33.
Em 2020, uma eleição oficial promovida pelo Remo entre torcedores escolheu Ageu para o time dos sonhos do clube. Recebeu 51% dos votos para a posição de segundo atacante; o concorrente mais próximo, Alex Dias, recebeu 20%. Logo depois, em votação paralela para a escolha do centroavante, elegeu-se Bira, com Alcino deliberadamente retirado das votações, como hors concours.

### Final de carreira
Ageu manteve-se azulino no Campeonato Paraense de Futebol de 1999, mas com a camisa do São Francisco, onde manteve a dupla com Edil Highlander. O time de Santarém, com ambos, conseguiu segurar um 0-0 dentro do Baenão contra o Remo, que terminaria campeão, Ageu e colegas não passaram da sétima colocação geral entre doze clubes.
Em 2001, Ageu disputou o estadual daquele ano pelo Tiradentes. No de 2002, participou da grande campanha do Ananindeua, quarto colocado geral após ser semifinalista do segundo turno, eliminado pelo campeão Paysandu - que sofreu gol de Ageu, abrindo o placar em jogo que perdeu de virada por 2-1. Ele defendeu o Ananindeua até 2004. Em 2005, decidiu aposentar-se pouco antes de novo campeonato.

## Após parar
Ageu fez estágio no Athletico Paranaense em 2002, visando preparar-se para a função de treinador. Após parar de jogar em 2004, no Ananindeua, inicialmente seguiu no clube como treinador do time sub-23. Na nova função, venceu já naquele ano o campeonato metropolitano da categoria.
Em 2008, concorreu nas eleições municipais daquele ano ao cargo de vereador do município de Marituba, onde residia, através do PMDB.
Em 2013, a boa fase do atacante Walter pelo Goiás a despeito do abdômen saliente iniciou comparações com Ageu. O "Sabiá" concordou e declarou que "as pessoas vinham falar que o Walter jogava igualzinho como eu. Comecei a assistir os jogos e perceber que realmente era parecido na velocidade e na habilidade dentro da área. Os jogadores fazem com o Walter exatamente o que faziam comigo: me deixavam de lado, não confiavam no meu futebol. Mas é só dar o primeiro traço e fazer o gol que a marcação acontece. Esse atacante do Goiás não precisa emagrecer. Se isso ocorrer, ele para de fazer gol".
Curiosamente, cinco anos depois o mesmo Walter veio jogar no Pará, pelo Paysandu, retomando-se as comparações com Ageu, que afirmou com humor que "o Walter é gordinho como eu era. É um bom jogador, muito inteligente e tem um chute forte. O peso não influencia em nada. Está certo que o futebol teve mudanças, mas ele tem qualidade para jogar em qualquer canto. Não posso dar muitas dicas a ele, né?! Só tem uma coisa que eu posso dizer: eu também gosto muito de uma picanha e de um pastel. Entendo muito ele".
À altura de 2018, Ageu reside em Ananindeua e trabalha como assessor parlamentar na Assembleia Legislativa do Pará, continuando a praticar futebol recreativamente.

## Títulos

### São Francisco
- Campeonato Santareno: 1986 e 1987

### Tuna Luso
- Campeonato Paraense de Futebol: 1988
- Campeonato Brasileiro de Futebol - Série C: 1992

### Clube do Remo
- Campeonato Paraense de Futebol: 1996 e 1997

### Individual
- Artilheiro do Campeonato Paraense de Futebol: 1993